# Volkswagen Golf IV
La Volkswagen Golf IV rappresenta la quarta generazione della Golf, prodotta dalla casa automobilistica tedesca Volkswagen dal 1997 al 2004 (fino all'inizio del 2007 nella versione Variant).
In Nord America è stata sostituita dalla Golf V solo nel 2006 e la produzione è continuata in Sud America, Messico e Cina, per i mercati emergenti, fino al 2010.

## Storia e caratteristiche

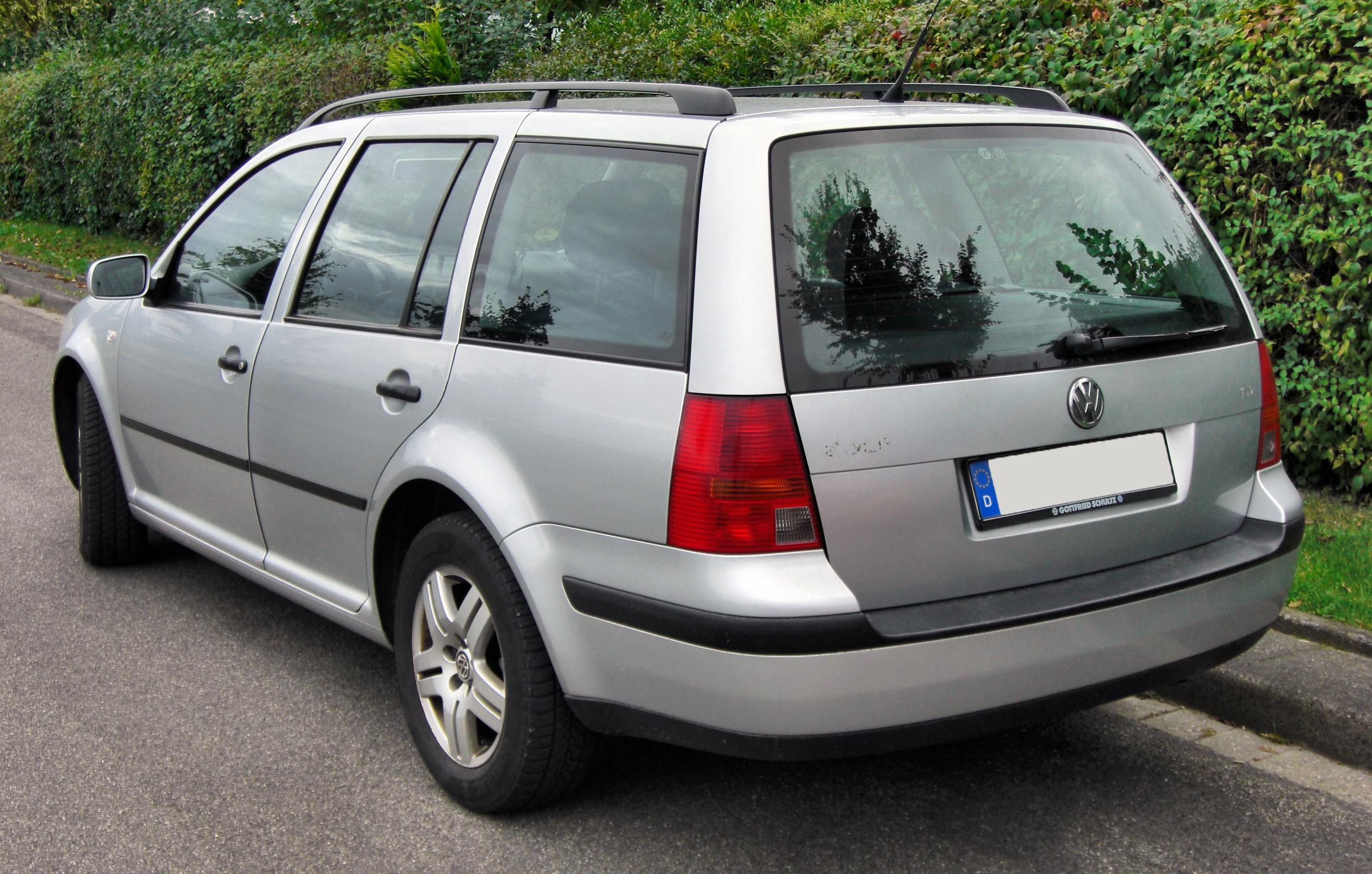
VW Golf IV Variant, vista posteriore

Nel settembre 1997 segna l'inizio della commercializzazione della nuova Golf, giunta alla quarta generazione. Si tratta di un modello completamente nuovo tecnologicamente ma non lo si può definire innovativo sotto il profilo estetico; vengono ripresi infatti in buona parte i tratti della fortunata serie precedente, infatti i gruppi ottici anteriori e posteriori sono molto simili, sia nella versione base che nella Variant (che è molto simile anche alla Passat Variant di allora). Scompaiono però la scalfittura laterale e gli indicatori di direzione anteriori integrati nel paraurti, elementi che fino ad allora avevano caratterizzato il popolare modello della casa di Wolfsburg. Gli interni appaiono decisamente più moderni e di maggiore qualità rispetto alla terza serie.
Nella versione Cabriolet il frontale e le parti laterali, portiere comprese, erano riprese dalla versione normale della quarta serie, mentre la parte posteriore conservava inalterate le stesse forme estetiche della Cabriolet di terza serie.
Tutte le versioni della Golf a 5 porte dalla quarta in poi presenti sul mercato italiano sono dotate di serie dei finestrini con comando elettrico su tutti gli sportelli (a differenza di molte concorrenti; versioni d'importazione escluse). Non esenti da problemi, i finestrini elettrici avevano frequenti problemi agli ingranaggi che richiedevano la sostituzione in toto del meccanismo.
La produzione della Variant è stata avviata nel 1999 ed è rimasta in produzione fino a fine 2006.
Come accaduto alla precedente serie, anche per la Golf IV venne messa sul mercato una versione denominata "25 Years" celebrativa del venticinquesimo anno di produzione; tale modello offriva di serie gli optional più richiesti dai clienti, quali climatizzatore, autoradio, chiave con radiocomando, ABS, cerchi in lega da 16 pollici, sedili sportivi, ecc.

## Versioni e motori
Questa serie, proposta inizialmente nelle motorizzazioni di 1.4, 1.6, 1.8, 1.8 Turbo (GTI) e 2.3 V5 a benzina e 1.9 TDI in varie potenze per quanto riguarda i diesel, vedrà ottimi risultati commerciali, dovuti in gran parte al successo dei motori TDI. Da notare che con questa serie la Golf perde  dello smalto della sportività che da sempre l'aveva contraddistinta, in quanto il modello GTI non è oggetto di particolari cure da parte dei tecnici di Wolfsburg; si tratta infatti di una versione con il 1.8 litri a benzina dotato di turbocompressore in grado di erogare 150 CV, già presente su molti altri modelli del gruppo VW, e quindi non sviluppato ad hoc per la vettura.

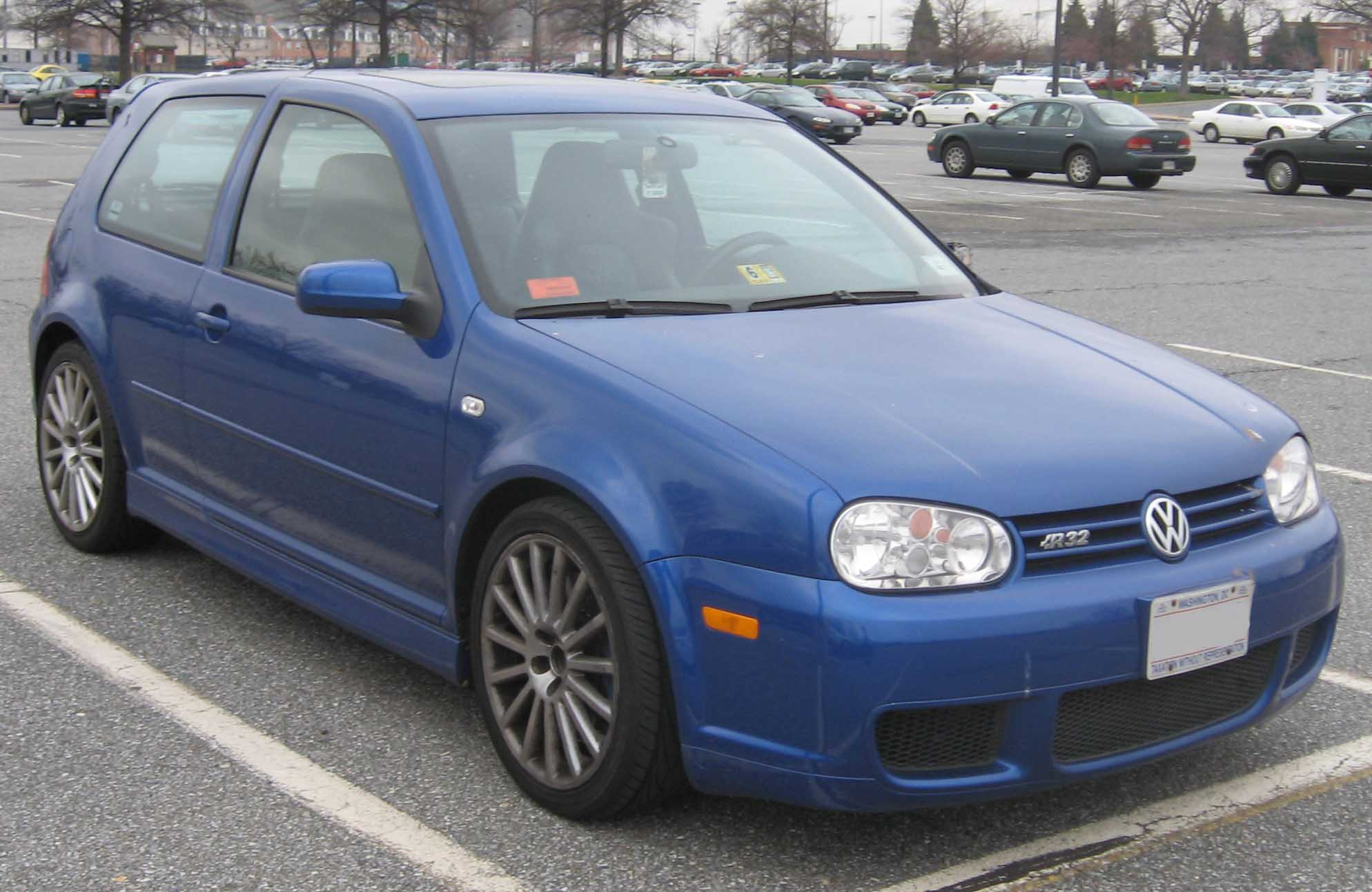
Volkswagen Golf IV R32

Le motorizzazioni verranno aggiornate nel corso degli anni; per quanto riguarda i benzina, nel 1999 verrà introdotto il 2.0 da 115 CV (disponibile anche con trazione integrale 4motion) e il 2.8 da 204 CV (solo 4motion), il 1.6 passerà da 101 CV a 102 (abbinato solo al cambio automatico) quindi a 105 16v,il 1.8T riceverà un aumento di 30 CV passando quindi a 180 CV (dotato di freni a disco autoventilati anche al posteriore) ed il 2.3 sarà potenziato a 170 CV dai 150 originari, ma la versione più potente mai commercializzata della Golf è stata la Golf R32, che aveva un motore 3.2 V6 (con bancate a 15°, tipico dei VR6) a trazione integrale con sistema Haldex a gestione elettronica, con ben 241 CV a 6250 giri e 320 Nm a 2800 giri di coppia, estetica aggressiva, e dotazione full optional (comprensiva di sedili König con poggiatesta integrato, inserti in alluminio, cruscotto proveniente dalla "cugina" a 3 volumi Bora, cerchi in lega da 18", impianto frenante maggiorato e assetto specifico). All'estero è stata venduta anche con il cambio DSG. Ma le evoluzioni più importanti avverranno tra le motorizzazioni diesel, in assoluto le preferite per questo modello; il 1.9 subisce diversi incrementi di potenza e, dagli iniziali due livelli disponibili, il 90 CV e il 110 CV (fino ai primi mesi del 2002), si passerà, grazie all'adozione della pompa-iniettore in luogo della pompa rotativa, al 115 (declinato poi nelle versioni 101 e 130) ed infine al 150 CV. Quest'ultimo verrà proposto in versione Highline abbinato alla trazione integrale 4motion ed anche in allestimento GTI, per sottolineare ulteriormente l'importanza delle prestazioni di questo propulsore diesel per questa serie, a differenza delle serie precedenti e successive in cui la versione a gasolio più performante è indicata con le sigle GTD o GT TDI. 
Molto elevata l'affidabilità meccanica dei motori 1.9 TDI, in particolare nella versione da 101 CV iniettore-pompa. Esuberanti e persino sportive le versioni più potenti del TDI: 130 e 150 CV.

## Motorizzazioni
| Modello                 | Disponibilità    | Motore  | Cilindrata (cm³) | Potenza         | Coppia Massima (Nm) | Emissioni CO2 (g/Km) | 0–100 km/h (secondi) | Velocità max (Km/h) | Consumo medio (Km/l) |
| 1.4 16V cat.            | dal 1997 al 2003 | Benzina | 1390             | 55 kW (75 Cv)   | 126                 | n.d                  | 13.5                 | 171                 | 14.9                 |
| 1.6 8v cat.             | dal 1997 al 2000 | Benzina | 1595             | 74 kW (101 Cv)  | 145                 | n.d                  | 10.9                 | 188                 | 13.0                 |
| 1.6/102 Cv cat. Aut.    | dal 2000 al 2003 | Benzina | 1595             | 75 kW (102 Cv)  | 148                 | 199                  | 12.0                 | 185                 | 11.8                 |
| 1.6 16V cat.            | dal 2000 al 2003 | Benzina | 1598             | 77 kW (105 Cv)  | 148                 | n.d                  | 10.5                 | 192                 | 13.7                 |
| 1.8 20V cat.            | dal 1997 al 1999 | Benzina | 1781             | 92 kW (125 Cv)  | 170                 | n.d                  | 9.9                  | 201                 | 11.4                 |
| 1.8 20V cat.            | dal 1999 al 2000 | Benzina | 1781             | 92 kW (125 Cv)  | 170                 | n.d                  | 10.4                 | 198                 | 10.6                 |
| 1.8 Turbo 20V cat. GTI  | dal 1997 al 2003 | Benzina | 1781             | 110 kW (150 Cv) | 210                 | n.d                  | 8.5                  | 216                 | 12.1                 |
| 1.8 20V T/180 Cv GTI    | dal 2002 al 2004 | Benzina | 1781             | 132 kW (179 Cv) | 235                 | 204                  | 7.9                  | 228                 | 11.1                 |
| 2.0 8v cat.             | dal 2000 al 2003 | Benzina | 1985             | 85 kW (116 Cv)  | 170                 | n.d                  | 11.0                 | 192                 | 11.0                 |
| 2.3 V5 cat.             | dal 1999 al 2000 | Benzina | 2325             | 110 kW (150 Cv) | 205                 | n.d                  | 8.8                  | 216                 | 10.1                 |
| 2.3 V5/170 Cv cat.      | dal 2000 al 2003 | Benzina | 2325             | 125 kW (170 Cv) | 220                 | n.d                  | 8.2                  | 224                 | 10.8                 |
| 2.8 VR6 cat.            | dal 1999 al 2003 | Benzina | 2792             | 150 kW (204 Cv) | 270                 | n.d                  | 7.1                  | 235                 | 8.7                  |
| 3.2 VR6 cat. R32        | dal 2002 al 2004 | Benzina | 3189             | 177 kW (241 Cv) | 320                 | n.d                  | 6.4                  | 245                 | 8.2                  |
| 1.9 SDI/68 Cv cat.      | dal 1997 al 2000 | Diesel  | 1896             | 50 kW (68 Cv)   | 133                 | 138                  | 17.2                 | 160                 | 19.6                 |
| 1.9 TDI/90 Cv cat.      | dal 1997 al 2002 | Diesel  | 1896             | 66 kW (90 Cv)   | 210                 | n.d                  | 12.6                 | 180                 | 19.3                 |
| 1.9 TDI/101 Cv cat.     | dal 2000 al 2004 | Diesel  | 1896             | 74 kW (101 Cv)  | 240                 | 140                  | 11.3                 | 188                 | 18.4                 |
| 1.9 TDI/110 Cv cat.     | dal 1997 al 2002 | Diesel  | 1896             | 81 kW (110 Cv)  | 235                 | n.d                  | 10.6                 | 193                 | 19.5                 |
| 1.9 TDI/115 Cv cat.     | dal 1999 al 2001 | Diesel  | 1896             | 85 kW (116 Cv)  | 285                 | n.d                  | 10.3                 | 195                 | 18.5                 |
| 1.9 TDI/130 Cv cat.     | dal 2001 al 2004 | Diesel  | 1896             | 96 kW (130 Cv)  | 310                 | n.d                  | 9.6                  | 205                 | 17.3                 |
| 1.9 TDI/150 Cv cat. GTI | dal 2001 al 2004 | Diesel  | 1896             | 110 kW (150 Cv) | 320                 | 146                  | 8.6                  | 216                 | 17.6                 |

## Versioni speciali
La Golf Célébration (1999), rilasciata sul mercato svizzero per commemorare i 25 anni di produzione della Golf, implementava la presenza di cerchi in lega Chromodora Oasis al posto i quelli di serie, fasce di protezione laterali nere, varie targhette Celébration disposte in precisi punti della carrozzeria, tappezzeria dedicata, autoradio Blaupunkt CD Biarritz, alzacristalli elettrici e airbag frontali e laterali.